# 内川村 (石川県)
内川村（うちかわむら）は、石川県石川郡に存在した村。
犀川の支流、内川の谷に添う南北に長い村である。内川の名がそのまま村名になった。

## 地理
- 現在の金沢市の南西部。村の南部は獅子吼高原の東麓にあたり、広域基幹林道犀鶴線など複数の林道が通る。
- 村北部は金沢市の市街地に近いということで住民も多いが、南部の内川最上流部、現在内川ダムが在る周辺などは無住地も存在する。
- 当時は林業、山菜の栽培が行われていたという。（タケノコが特産）
- 川：内川（現在内川ダムがある）、伏見川
- 山：三輪山、水葉山、奥獅子吼山、倉ヶ岳、後高山、兜山

## 歴史
- 1889年（明治22年）4月1日 - 町村制の施行により、石川郡三小牛（みつこうじ）村、別所村、蓮花村、山川村、小原村、富樫新保村、住吉村、堂村及び後谷村の区域をもって、石川郡内川村が発足する。
- 1954年（昭和29年）7月1日 - 金沢市に編入する。大字富樫新保は新保町、大字後谷は菊水町に名称を変更する。あとの7大字は金沢市の町名に継承。

## 現在の町名
住居表示未実施地域
- 三小牛町、別所町、蓮花町、小原町、新保町、住吉町、山川町、堂町、菊水町。